# Rolls-Royce RR500
Le Rolls-Royce RR500 est un petit turbomoteur en cours de développement par la Rolls-Royce Corporation (en), une subsidiaire implantée aux États-Unis de la société britannique Rolls-Royce Holdings plc..
Il existe en deux versions : RR500TS (Turboshaft) pour le turbomoteur, et RR500TP (Turboprop) pour la version turbopropulseur.

## Conception et développement
Le RR500 est un dérivé agrandi du turbomoteur RR300, avec un cœur agrandi pour produire plus de puissance.
La première version à avoir été conçue a été la version turbopropulseur, dévoilée au cours de l'été 2008. La version turbomoteur était prévue pour le début de l'année 2012. Le RR500 devrait disposer de la meilleure puissance de décollage en conditions chaudes et hautes altitudes de sa catégorie. Sa certification était prévue pour l'année 2012.

## Caractéristiques techniques
La masse de base pour le moteur avec ses accessoires est de 113 kg. Il peut produire une puissance au décollage de 500 ch (373 kW) et une puissance de 380 ch (280 kW) en régime continu. Comme son prédécesseur le Rolls-Royce Model 250 et tous les autres moteurs à turbine (incluant le célèbre concurrent PT6 de Pratt & Whitney Canada), il utilisera du « carburant réacteur » plutôt que de l'« essence aviation ». Il devrait également nécessiter une maintenance moins fréquente que les moteurs à pistons de puissance équivalente, bien que ces opérations de maintenance restent d'un coût très élevé, comme c'est toujours le cas avec les turbomoteurs.
Les intervalles de maintenance seront situés tous les 2 000 à 4 000 heures

## Versions
- RR500TP : Version turbopropulseur ;
- RR500TS : Version turbomoteur, en cours de développement.

### Lecture supplémentaire
- (en) « Rolls-Royce Launches Turboprop for Small Airplanes », Flying, vol. 135, no 11,‎ novembre 2008, p. 32